# We Dem Boyz
We Dem Boyz ist ein Lied des US-amerikanischen Hip-Hop-Musikers Wiz Khalifa, das in seinem fünften Studioalbum Blacc Hollywood von 2014 veröffentlicht wurde. Am 11. Februar 2014 wurde es von Rostrum Records und Atlantic Records als erste Single des Albums veröffentlicht. Es wurde von Detail und Choppa Boi produziert. Der Song erreichte Platz 43 der US Billboard Hot 100 Charts.

## Hintergrund
Am 6. Februar 2014 veröffentlichte Wiz Khalifa eine 15-sekündige Vorschau von dem Song und kündigte seine vollständige Veröffentlichung für die kommenden Tage an. Khalifa findet, dass sein Lied viele Zuhörer außer einem Rap-Publikum erreicht und wie eine Hymne wirkt.
Der Song enthält ein Instrumental, das von „donnernden“ Drums angetrieben wird. Zusätzlich zu der Produktion rappt Wiz Khalifa mit einem subtil fließenden Autotune-Stil.

## Musikvideo
Das Musikvideo zu We Dem Boyz wurde am 11. März 2014 in Atlanta in Georgia, gedreht. Das Video wurde dann am 14. April 2014 veröffentlicht. Es enthält Gastauftritte von B.o.B, Big K.R.I.T., Ty Dolla Sign, Young Thug, Chevy Woods, Ty Glascoe und Rich Homie Quan. Das Musikvideo wurde in der Kategorie „Bestes Hip-Hop-Video“ der MTV Video Music Awards 2014 nominiert, verlor aber gegen Drakes R & B-Song Hold On, We're Going Home.

## Veröffentlichung
Am 10. Februar 2014 wurde das Lied durch eine Partnerschaft mit der der App Shazam uraufgeführt. Wenn das Vorschauvideo in der App war, wurde das gesamte Audio des Songs im Feed der App freigeschaltet. Es war das erste Lied, das von Shazam uraufgeführt wurde. Am nächsten Tag wurde es offiziell als Download veröffentlicht. Am 12. Februar 2014 veranstaltete Wiz Khalifa eine Veröffentlichungsparty für die Single in Los Angeles in Kalifornien.

## Kritik
We Dem Boyz stieß auf überwiegend positive Kritiken von Musikkritikern. Complex nannte es den drittbesten Song der ersten Hälfte des Jahres 2014. Insanul Ahmed schrieb, dass der Song von einem deutlich gefangenen Sound und Wiz' Auto-gestimmten Vocals getrieben wird. Nach ihm ist das Lied keine totale Überarbeitung seines Stils, aber ein kreative Umsetzung, die an Songs wie Lil Reeses Us, Drakes Started from the Bottom erinnert. Dafür wird aber weniger auf die Stoner-Rap und Pop-Hymnen, die Wiz' Stil ausmachten, gesetzt. Trotz des weichen Starts ist der Song einer der größten Club- und Straßengangster-Musiksongs, die Wiz seit Jahren auf den Markt gebracht hat.

## Remixes
Der offizielle Remix von We Dem Boyz wurde von Rick Ross, Schoolboy Q und Nas. produziert und am 3. Juli 2014 veröffentlicht. Am 18. Februar 2014 veröffentlichte der amerikanische Rapper Tyga einen Remix zu We Dem Boyz. Der Rapper T.I. veröffentlichte am 13. April 2014 ebenfalls seinen eigenen Remix. Busta Rhymes und O.T. Genasis und J-Doe folgten mit einem Remix am 5. Mai 2014. Puff Daddy, Meek Mill und French Montana veröffentlichten am 18. Juni 2014 ihren eigenen Remix. Am 11. September 2014 veröffentlichte der französische Rapper Rohff seinen eigenen Remix Où est Rohff?. Am 19. Juni 2015 veröffentlichte Rapper Plies seine eigene Version des Tracks mit dem Titel We Dem Boyz P-Mix.

## Auszeichnungen
| Jahr | Preis               | Für                  | Resultat  |
| ---- | ------------------- | -------------------- | --------- |
| 2014 | BEST Hip Hop Awards | Best Hip-Hop Video   | Nominiert |
| 2014 | BEST Hip Hop Awards | Best Club Banger     | Nominiert |
| 2014 | BEST Hip Hop Awards | People’s Champ Award | Nominiert |
| 2015 | Grammy Awards       | Best Rap Song        | Nominiert |

## Kommerzieller Erfolg

### Chartplatzierungen
Der Song erreichte nur mäßigen kommerziellen Erfolg und übertraf die Lead-Singles von Khalifas früheren Alben nicht.
| ChartsChartplatzierungen       | Höchstplatzierung | Wochen |
| ------------------------------ | ----------------- | ------ |
| Vereinigte Staaten (Billboard) | 43 (20 Wo.)       | 20     |

### Auszeichnungen für Musikverkäufe
| Land/Region                  | Auszeichnungen für Musikverkäufe (Land/Region, Auszeichnung, Verkäufe) | Verkäufe  |
| ---------------------------- | ---------------------------------------------------------------------- | --------- |
| Dänemark (IFPI)              | Gold                                                                   | 45.000    |
| Kanada (MC)                  | Platin                                                                 | 80.000    |
| Vereinigte Staaten (RIAA)    | 3× Platin                                                              | 3.000.000 |
| Vereinigtes Königreich (BPI) | Silber                                                                 | 200.000   |
| Insgesamt                    | 1× Silber · 1× Gold · 4× Platin ·                                      | 3.325.000 |

Hauptartikel: Wiz Khalifa/Auszeichnungen für Musikverkäufe